# Jüdischer Friedhof (Lutzerath)

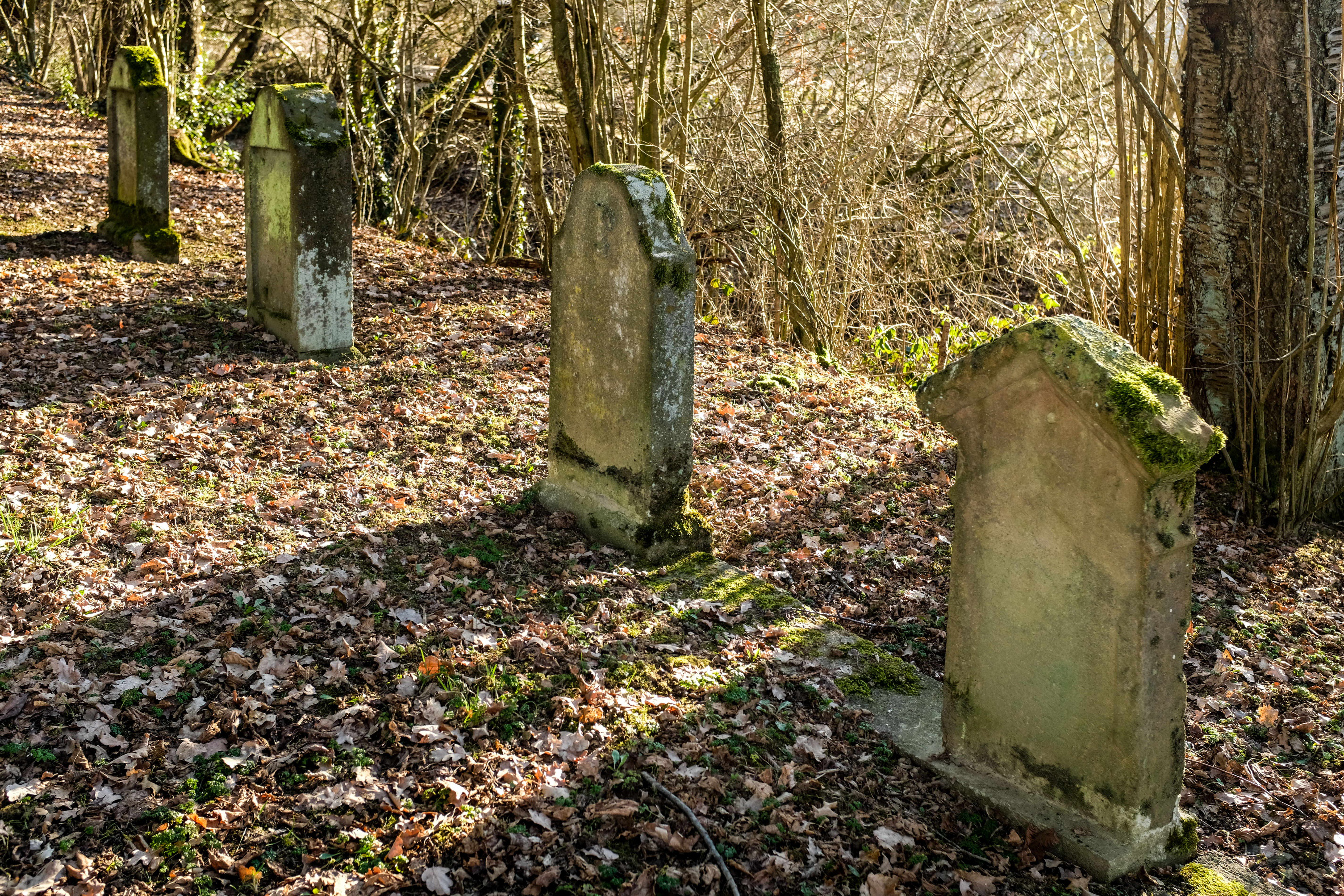
Grabsteine auf dem jüdischen Friedhof in Lutzerath

Der Jüdische Friedhof Lutzerath ist ein Friedhof in Lutzerath (Landkreis Cochem-Zell, Rheinland-Pfalz).
Der jüdische Friedhof liegt in unmittelbarer Nachbarschaft zum kommunalen Friedhof am Ortsrand. Der 1410 Quadratmeter große Begräbnisplatz – das eigentliche Gräberfeld umfasst etwa 240 Quadratmeter – wurde Mitte des 19. Jahrhunderts angelegt und in der NS-Zeit zerstört und abgeräumt. Schändungen erfolgten in den 1980er Jahren sowie 1993.
1995 wurde der Friedhof unter Denkmalschutz gestellt. Heute befinden sich vor Ort noch 11 Grabsteine sowie Grabstein-Fragmente.